# Tot es mou
Tot es mou es un programa de televisión de sobremesa, producido y emitido en directo en la televisión catalana TV3. El programa lo presenta Helena García Melero . 
El programa trata temas de actualidad política, social y cultural, y también introduce temas más distendidos, prepara entrevistas, organiza debates y presenta secciones de colaboradores habituales. 

## Colaboradores
Algunos de los periodistas que participan son: Carles Quílez, Mayka Navarro, Rebeca Carranco, Míriam de Saint Germain y Tura Soler.
Hay una sección de cocina en la que participan conocidos cocineros como Carme Ruscalleda, la chef María Nicolau y Teresa Carles, como chef pionera de la gastronomía healthy. Si hablamos de postres, dos de sus colaboradores son: Lluc Crusellas y Albert Lorenzo. Para terminar con el mundo comidas, una vez a la semana Sandra Sardina y Júlia Farré enseñan como comer de forma equilibrada.
Otras secciones son las de psicología, de libros, consultorio legal...

## Creación
A principios de 2018 y con el objetivo de reducir costes, TV3 decidió cancelar los formatos similares de productora externa Tarda oberta, conducido por Vador Lladó y Ruth Jiménez, y A tota pantalla, su sucesor, presentado por Núria Roca .  A cambio, decidieron crear el programa mencionat, Tot es mou como magazín de tarde autoproducido, que se estrenó el 5 de febrero de 2018.  El primer programa fue líder de audiencia con el 14,2% de cuota de pantalla, superando el principal programa competidor en la misma franja (Sálvame, de Telecinco, 12,3%) y mejorando los estrenos de los formatos cancelados anteriormente ( Tarde abierta se estrenó con un 5,7%). 
En un cambio de parrilla, el 5 de septiembre de 2022 el programa pasó a la franja de la mañana, de 10:30 ha 13:50 h, en el horario que previamente ocupaba Planta baixa. 